# Gaylussacia caparoensis
Gaylussacia caparoensis är en ljungväxtart som beskrevs av Herman Otto Sleumer. Gaylussacia caparoensis ingår i släktet Gaylussacia och familjen ljungväxter. Inga underarter finns listade i Catalogue of Life.